# 10467 Peterbus
A 10467 Peterbus (ideiglenes jelöléssel (10467) 1981 EZ7) a Naprendszer kisbolygóövében található aszteroida. Schelte J. Bus fedezte fel 1981. március 1-jén.

## Kapcsolódó szócikk
- Kisbolygók listája (10001–10500)